# Leptobrachium hendricksoni
Leptobrachium hendricksoni es una especie  de anfibios de la familia Megophryidae.

## Distribución geográfica
Se encuentra en Indonesia, Malasia y sur de Tailandia, en la península malaya, Borneo y Sumatra.

## Estado de conservación
Se encuentra amenazada por la pérdida de su hábitat natural.